# Charles Daellenbach

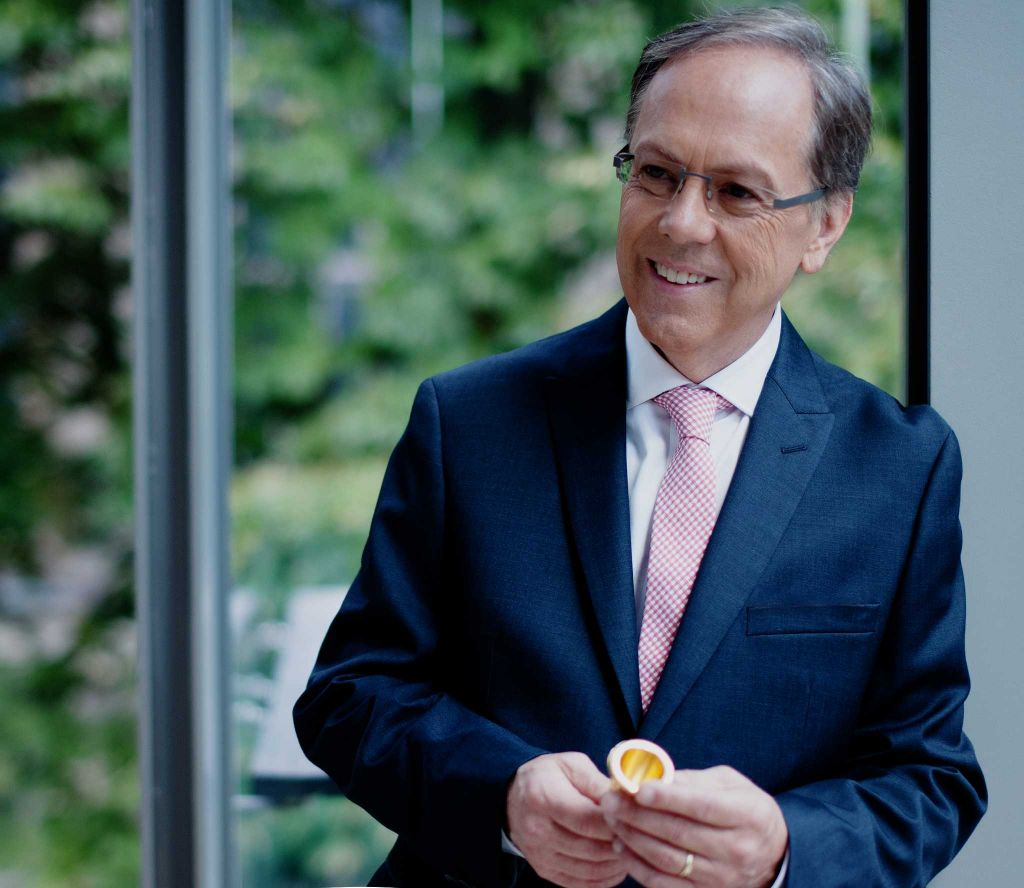
Chuck Daellenbach, 2014

Conrad Charles „Chuck“ Daellenbach C.M. (* 12. Juli 1945 in Rhinelander, Wisconsin, Vereinigte Staaten) ist ein US-amerikanisch-kanadischer Tubist. Am meisten ist er bekannt als Gründungsmitglied des Blechbläserquintetts Canadian Brass, dessen Tubist er seit 1970 ist.

## Leben
Charles Daellenbachs Großvater stammte aus der Schweiz und seine Großmutter aus der Nähe von Hannover. Sie emigrierten in die Vereinigten Staaten und waren wie Charles’ Eltern Musiker.
Charles Daellenbach wuchs in Wisconsin auf und erhielt Musikunterricht zunächst bei seinem Vater, später bei Arnold Jacobs. 1966 erhielt er den Bachelor of Music, 1968 den Master of Arts und 1971 seinen Doktortitel an der Eastman School of Music. Daraufhin zog er nach Kanada, um an der University of Toronto zu lehren. 1970 gründete er zusammen mit dem Posaunisten Gene Watts das Blechbläserquintett Canadian Brass, mit dem er seitdem Konzerte auf der ganzen Welt spielt. Außerdem gibt er Meisterklassen.
Daellenbach ist Leiter des Verlags Canadian Brass Publishing sowie des Aufnahmelabels Opening Day Entertainment Group.
Im Jahr 2014 wurde er „Member“ (Mitglied) des Order of Canada in Anerkennung seiner Dienste um die Popularisierung klassischer Musik insbesondere als Mitbegründer von Canadian Brass.
Charles Daellenbach ist verheiratet und hat zwei Söhne. Er lebt im kanadischen Toronto.